# Janusz Krzyżanowski
Janusz Krzyżanowski (ur. 13 lipca 1921 w Buczaczu, zm. 21 marca 2019 w Newark) – pułkownik Wojska Polskiego, działacz polonijny i kombatancki.

## Życiorys
Urodził się w rodzinie urzędniczej Władysława Krzyżanowskiego i Marii z domu Barnaś. Przed wybuchem II wojny światowej mieszkał w Wieluniu, gdzie m.in. kierował Drużyną Harcerską im. Tadeusza Kościuszki. Po wybuchu wojny, w maju 1940 roku został aresztowany przez Sowietów podczas przekraczania granicy rumuńskiej i osadzony najpierw w więzieniu Brygidki we Lwowie, a następnie w obozie w Starobielsku. Stamtąd skierowano go łagru w rejonie Workuty. Z obozu tego został zwolniony w 1941 roku na mocy układu Sikorski-Majski. Wraz z Armią Andersa trafił do Pahlawi w dzisiejszym Iranie, gdzie został wcielony w szeregi formowanej 8 Dywizji Piechoty. Stamtąd - wraz z oddziałami polskimi - trafił do Europy. Służył w 1 Samodzielnej Brygadzie Spadochronowej oraz Oddziale Specjalnym Sekcji Dyspozycyjnej Sztabu Naczelnego Wodza.
Po zakończeniu wojny przebywał w Wielkiej Brytanii, gdzie służył w Polskim Korpusie Przysposobienia i Rozmieszczenia (1946-1948). W 1951 roku wyjechał do Stanów Zjednoczonych, gdzie ukończył studia inżynierskie na Uniwersytecie Columbia (1972). Zaangażował się w życie środowisk kombatanckich i polonijnych. Był członkiem Stowarzyszenia Weteranów Armii Polskiej w Ameryce (1951-1952), Kongresu Polonii Amerykańskiej oraz założycielem i wieloletnim członkiem władz Stowarzyszenia Polskich Kombatantów w Stanach Zjednoczonych. Redagował również wydawany przez SPK od 1978 roku kwartalnik „Kombatant w Ameryce”. Od 1978 roku był związany z  Instytutem Józefa Piłsudskiego w Ameryce jako członek Rady Dyrektorów, a w latach 1981-2003 kierował Polskim Komitetem Imigracyjnym w Nowym Jorku. Począwszy od 1956 roku aż po lata 80. XX wieku organizował pomoc dla opozycji antykomunistycznej w Polsce, wspierając m.in. KOR, ROPCiO, KPN oraz NSZZ „Solidarność”.
10 listopada 1990 Prezydent RP na uchodźstwie mianował go majorem, a następnego dnia odznaczył Krzyżem Komandorskim z Gwiazdą Orderu Odrodzenia Polski.